# Roland Moreno
Roland Moreno (Cairo, 11 de junho de 1945 - Paris, 29 de abril de 2012) foi um inventor francês conhecido por inventar o cartão com chip.

## Cartão inteligente

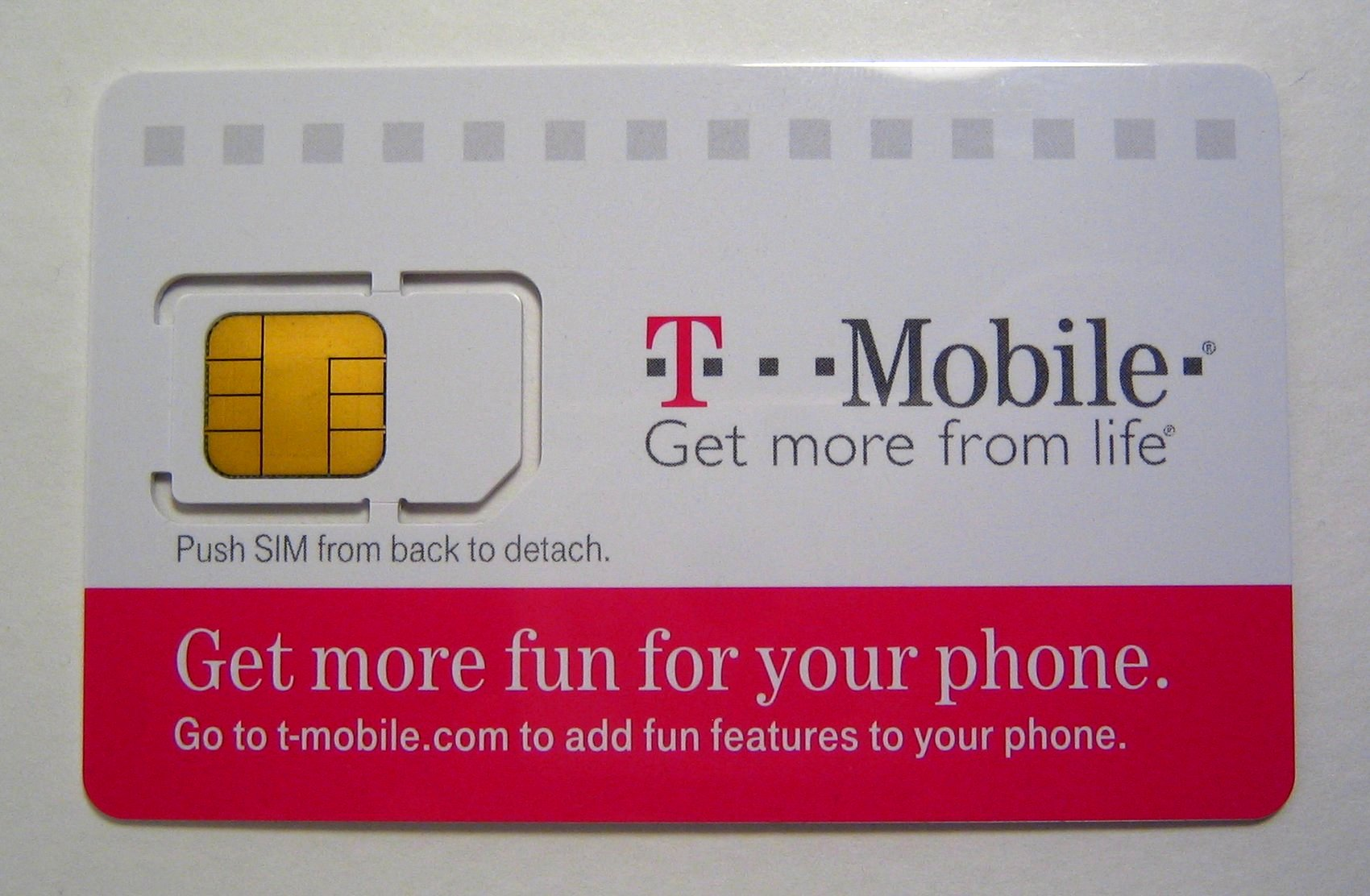
Um cartão SIM da T-mobile utilizando o chip inteligente de Moreno.

Depois de deixar a Chimie-Actualités, Moreno fundou sua própria empresa, a Innovatron, para comercializar ideias e propriedade intelectual. Ele comercializou com sucesso um sistema de software que mesclava palavras de dicionário para criar novos produtos ou nomes de marcas para empresas. A ideia seria posteriormente licenciada pela empresa Nomen.
O chip inteligente provaria ser a invenção mais importante de Moreno. Moreno afirmou ter pensado no conceito de cartão inteligente em um sonho, dizendo ao France Soir em uma entrevista de 2006: "Tive a ideia enquanto dormia ... Para ser honesto, sou um vagabundo preguiçoso e minha produtividade está alta o lado fraco. Eu sou ciumento, perdulário, um viciado em televisão e distraído - eu tenho meu verdadeiro lado Professor Nimbus". Ele nomeou seu primeiro projeto de cartão inteligente como TMR, abreviação da comédia de 1969 Take the Money and Run, já que Moreno era um grande fã do cineasta americano Woody Allen. Mais tarde, ele inverteu as letras para RMT, como o nome do departamento de pesquisa e desenvolvimento da Innovatron.
Sua ideia original era um anel de sinete, ou anel inteligente, embutido em um microchip, conforme mostrado em sua primeira patente registrada em 25 de março de 1974, quando ele tinha apenas 29 anos.  Moreno modelou o anel no anel de vedação usado pela nobreza europeia com um microchip de cabeça para baixo e braços externos para transferir ou ler informações. No entanto, a ideia provou ser impraticável e impopular durante os anos 1970. Moreno então simplificou a ideia, introduzindo um cartão de plástico com um microchip em 1975. Ele o chamou de la carte à puce, literalmente o cartão com chip em português, devido ao pequeno chip inserido no cartão de plástico. Moreno demonstrou pela primeira vez que o cartão inteligente poderia ser usado em transações financeiras eletrônicas em 1976.
Demorou aproximadamente oito anos para que o cartão inteligente de Moreno ganhasse uso generalizado na França devido aos custos iniciais de operação. No entanto, o cartão inteligente provou ser um grande sucesso na França na década de 1980, onde se espalhou muito antes de outros países. Em 1983, a France Télécom (atual Orange) introduziu o cartão inteligente para uso com seus cartões de pagamento de telefone público Télécarte. Nove anos depois, o setor bancário de consumo francês implementou o microchip de Moreno no Carte Bleue, um sistema nacional de cartão de débito. A invenção demorou a chegar a ser amplamente utilizada na Grã-Bretanha e nos Estados Unidos: a American Express não introduziu o cartão inteligente com cartão azul até 1999 e o sistema de transporte de Londres não emitiu um cartão criptografado com smart card até os anos 2000.
O cartão inteligente de Moreno, e seu uso crescente, foi recebido com críticas de ativistas e grupos de privacidade. Havia preocupações, que continuam até os dias atuais, de que os cartões inteligentes possam ter falhas de segurança ou possam ser usados em vigilância ilegal. Moreno reconheceu e reconheceu essas preocupações, dizendo que os cartões inteligentes "têm o potencial de se tornarem o pequeno ajudante do Big Brother". Em 2000, Moreno realizou um concurso oferecendo um milhão de francos franceses a qualquer pessoa que pudesse quebrar seus códigos de segurança em 90 dias; ninguém teve sucesso.
 

Embora Moreno possa não ter reconhecido seu nome internacional, sua invenção o tornou muito rico. Sua empresa, a Innovatron, fez aproximadamente € 150 milhões, quase US$ 192 milhões, em pagamentos de royalties, com o cartão inteligente e suas licenças. Em 2005, Moreno observou: "Posso parar qualquer um nas ruas de Paris e eles terão pelo menos três cartões inteligentes com eles.